# Европейская система управления движением поездов

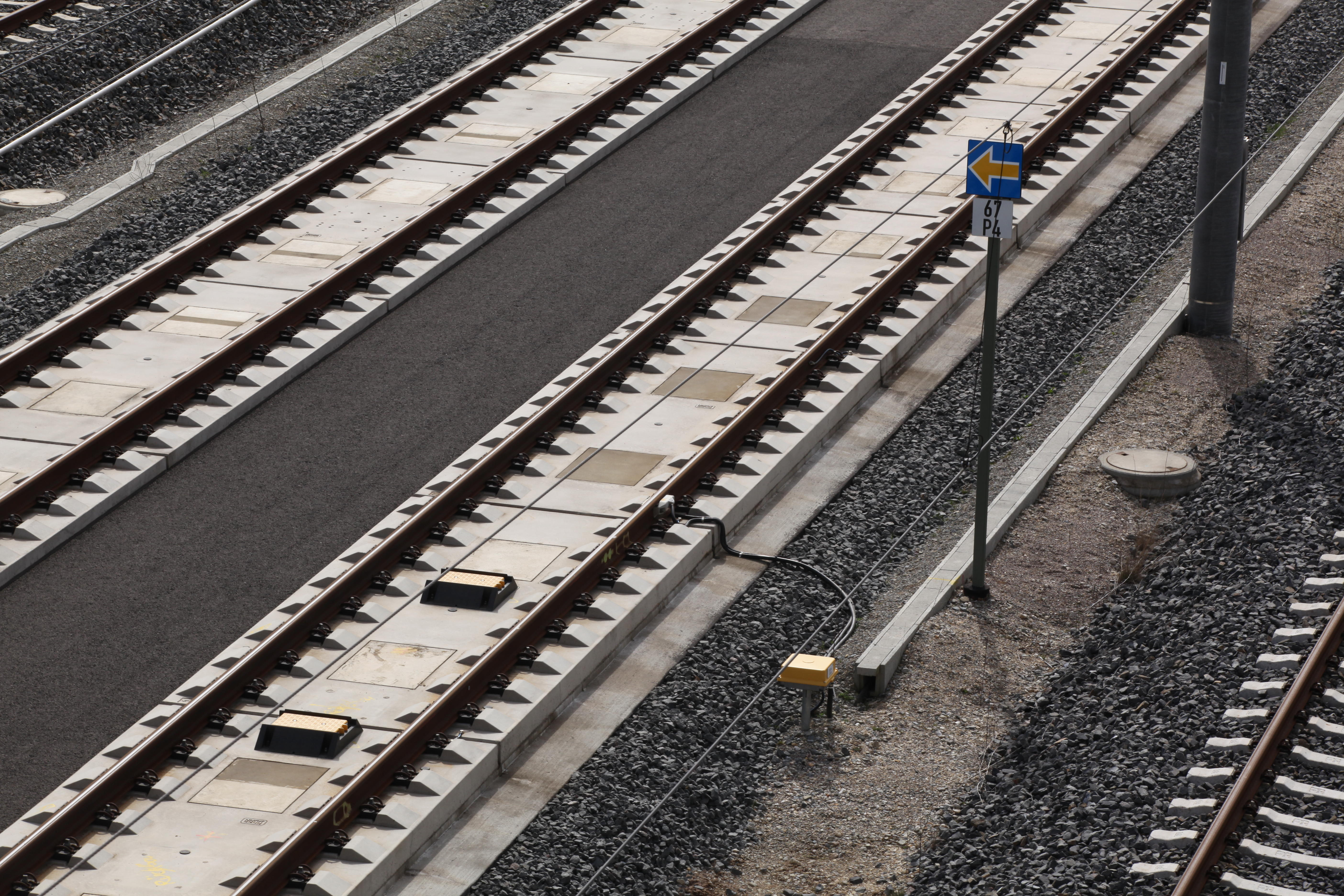
Напольные устройства ETCS: евробализы (между рельсами) и устройство счёта колёсных пар (закреплено на рельсе), линия Эрфурт — Лейпциг, Германия

Европейская система управления движением поездов (англ. European Train Control System, сокращённо ETCS; дословно — «европейская система управления поездами») — комплекс единых стандартов, разработанных в рамках международного сотрудничества для железнодорожной автоматики, телемеханики, связи и диспетчерского контроля. ETCS призвана ликвидировать различия в несовместимых друг с другом системах сигнализации, централизации, блокировки (СЦБ) европейских стран, обеспечив тем самым беспрепятственное и безопасное железнодорожное сообщение на европейском континенте. С 2004 года внедрение ETCS обязательно на всех новых и реконструируемых трансъевропейских железнодорожных коридорах Европейского союза. Является также компонентом сигнализации и управления в составе Европейской системы управления железнодорожным движением (англ. European Rail Traffic Management System, сокращённо ERTMS).

## История
Интеграция европейских железных дорог в единую сеть осложняется различиями в системах электрификации; сигнализации, централизации и блокировки (СЦБ); габаритах подвижного состава и приближения строений; конструкции сцепных устройств в каждой стране. Несовместимость различных систем обеспечения движения поездов стала серьёзным препятствием на пути создания единой европейской сети железных дорог. В конце 1980-х в Европе насчитывалось до 30 различных систем СЦБ. В этот период начал бурно развиваться скоростной железнодорожный транспорт. Поначалу составы, следовавшие по международным линиям (Eurostar, Thalys), оснащались системами сигнализации каждой из стран, что усложняло работу локомотивных бригад, а также увеличивало эксплуатационные расходы и риск возникновения неисправностей.
4 и 5 декабря 1989 года рабочая группа, состоявшая из министров транспорта европейских государств, утвердила генеральный план развития скоростных железных дорог в Европе. 17 декабря 1990 года Европейский совет одобрил этот проект, и 29 июля 1991 года была принята резолюция 91/440 / EEC, согласно которой предполагалось создание единой системы управления движением поездов. К этому времени уже были приняты основные стандарты ETCS. Спецификацию новой системы в течение полутора лет разрабатывали Европейский научно-исследовательский институт железнодорожного транспорта, железнодорожные операторы и поставщики оборудования. Основную проектную работу завершили компании - производители подвижного состава и устройств автоматики:  Alstom, Ansaldo, Bombardier, Invensys, Siemens и Thales, которые совместно образовали союз производителей систем безопасности (англ. Union of Signalling Industry, сокр. UNISIG). С 1998 по 2002 год в техническую документацию ETCS вносились изменения и уточнения. В 1999 году система была впервые применена на линии Будапешт — Вена. В 2001 году Европейский парламент утвердил директивой 2001/16/EC ряд мер по постепенной унификации всей сети европейских железных дорог и обеспечению совместимости железных дорог, оборудованных и не оборудованных ETCS (см. Нулевой уровень). В 2002 году Европейская комиссия приняла ETCS как обязательную на скоростных железных дорогах, а с 2004 года - на всех трансъевропейских железнодорожных коридорах. Швейцария, не являвшаяся членом Европейского союза, приняла для обеспечения безопасности движения поездов на своих железных дорогах руководящие документы единой Европы.
К началу 2006 года устройствами ETCS было оснащено более 3000 единиц подвижного состава и 6000 км путей.  По состоянию на сентябрь 2013 года ETCS и схожие с ней системы внедрены в 34 странах, включая Турцию, Израиль, Китай, Ливию и Новую Зеландию.

## Принцип действия

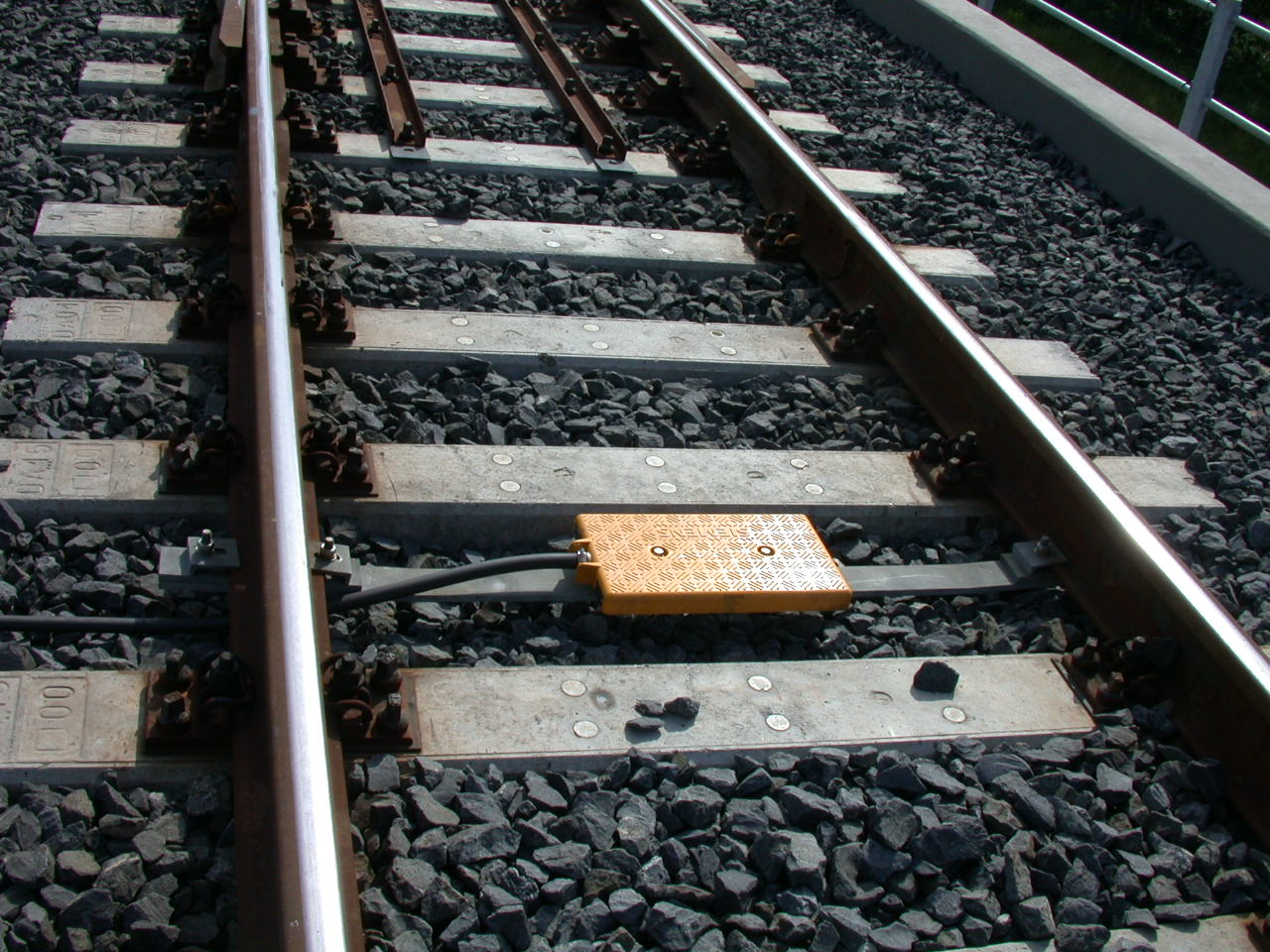
Евробализа, подключённая интерфейсным кабелем к путевому электронному блоку

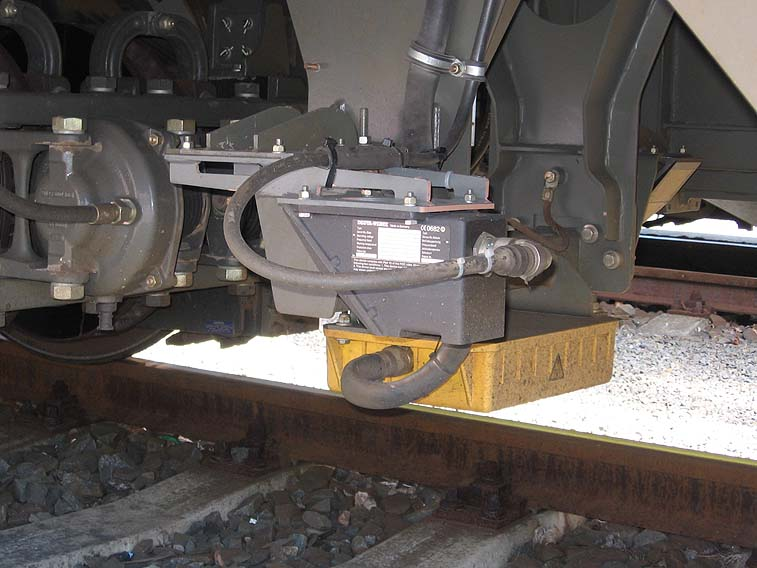
Считыватель для приёма кодовых посылок от бализ, устанавливаемый под днищем поезда на уровне 21 см над головкой рельса

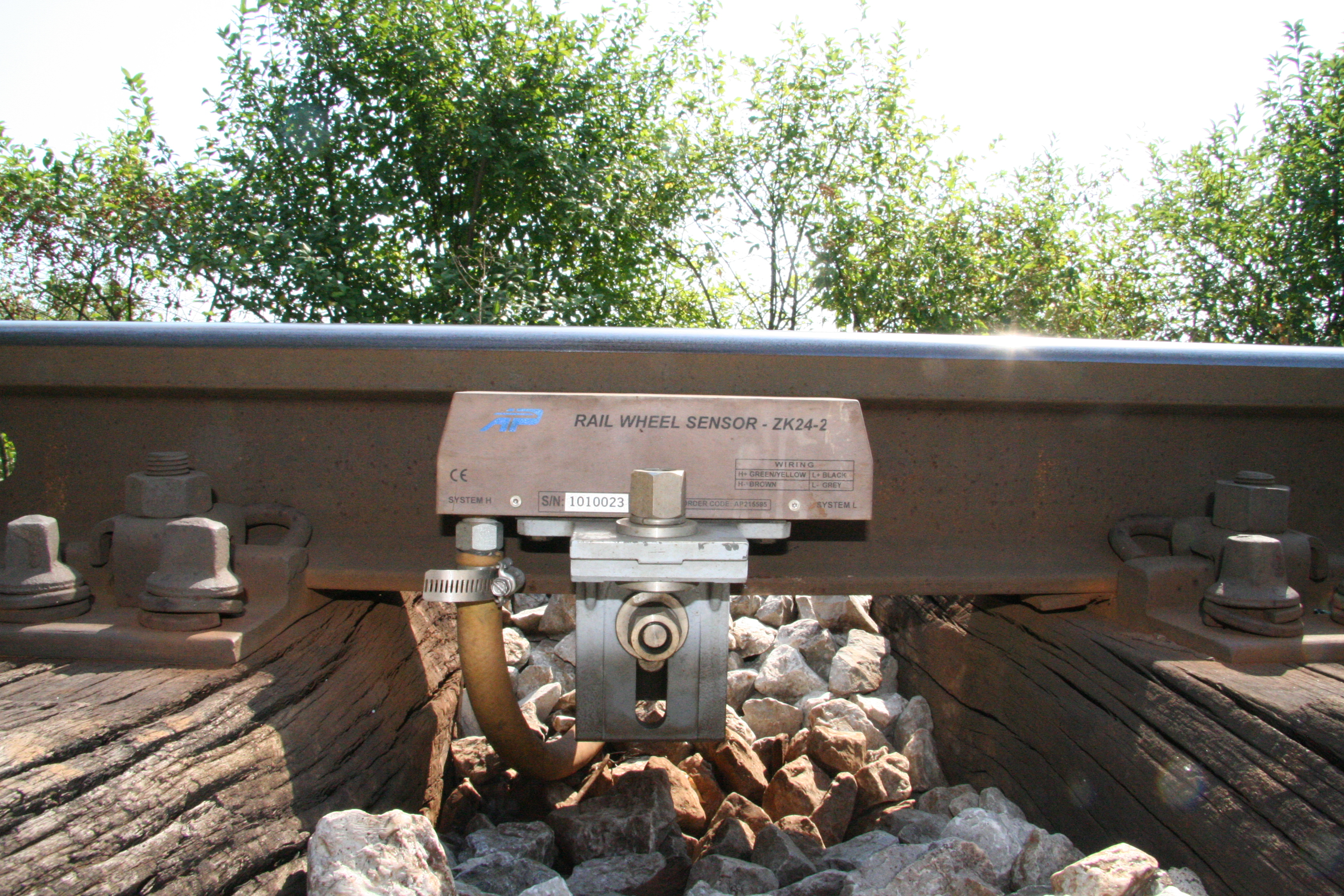
Устройство счёта колёсных пар

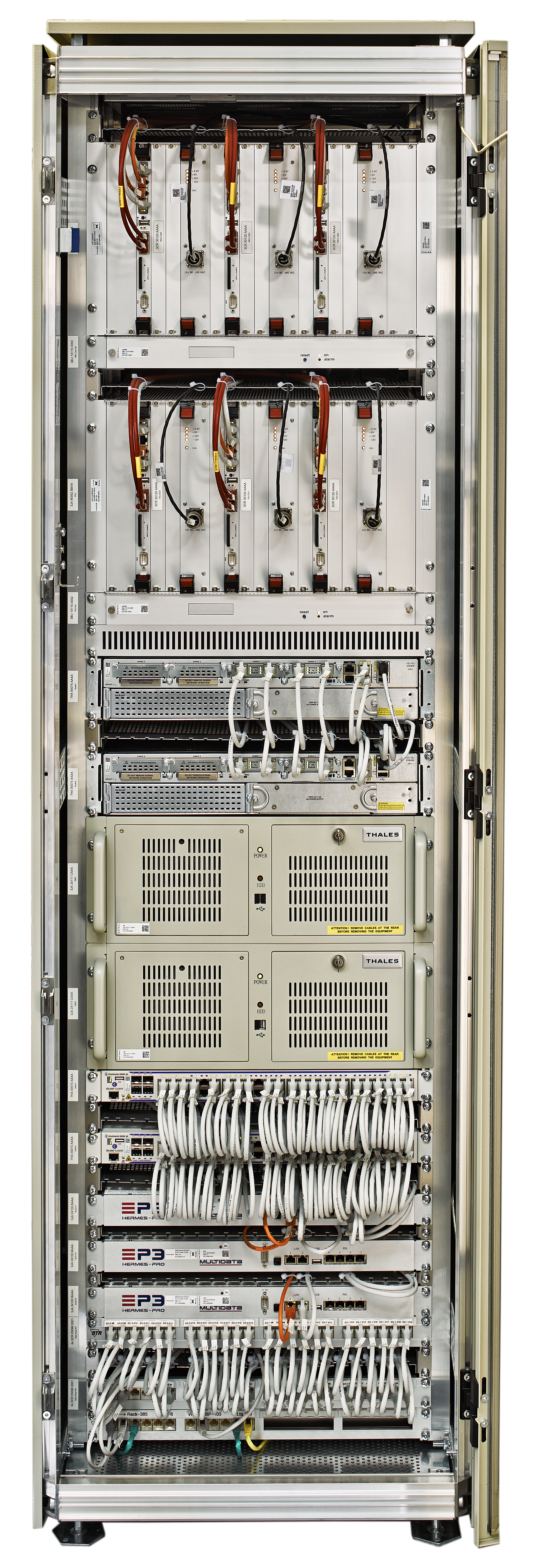
Стойка с оборудованием в центре радиоблокировки

При использовании традиционных систем обеспечения движения поездов на каждом блок-участке, на которые разделяются перегоны, может находиться не более одного состава. В основу работы ETCS положена идея непрерывного контроля перевозочного процесса с помощью совокупности различных технических средств, благодаря чему достигается безопасное уменьшение интервала попутного следования, а значит, увеличение пропускной способности. Действие ETCS основано на определении местоположения поезда, вычислении расстояния между составами, контроле максимально разрешённой скорости на участке, расчёте кривой торможения (зависимости скорости от пройденного пути), сопоставлении данных о маршруте с техническими характеристиками поезда. Приём, обработка и передача всей необходимой информации осуществляется комплексом напольных и бортовых устройств и систем ETCS. Непрерывный контроль движения, приспособленный к постоянному изменению дорожной обстановки, позволяет оптимизировать трафик и снизить энергозатраты.

### Компоненты ETCS
- Евробализы (англ. eurobalises) — автономные приёмо-передающие устройства (транспондеры) с энергонезависимой памятью, устанавливаемые между рельсами[13]. Предназначены для обмена данными с подвижным составом[14]. Бализы воспринимают высокочастотный сигнал от проезжающего над ними поезда и могут в зависимости от уровня внедрения ETCS передавать в ответ координаты, данные о пути (кривые, уклоны, системы электроснабжения), постоянные и временные ограничения скорости, показания светофоров[15]. Если объём данных велик, то устанавливают несколько (до восьми) бализ подряд. Расстояние между бализами (или группами бализ) в зависимости от установленной на участке скорости варьируется от 1 до 2,5 км. Часто бализы размещают парами для повышения вероятности передачи информации и чтобы бортовая система распознавала направление движения[16]. При передаче используется частотная манипуляция. Логическая единица кодируется сигналом с частотой 4,516 МГц (8 периодов), логический ноль — сигналом с частотой 3,951 МГц (7 периодов). Значение несущей частоты при этом составляет 4,237 МГц[17]. Скорость передачи данных достигает 564,48 кбит/с[18]. Полученная информация дешифруется бортовой системой и выводится на пульт машиниста. Обмен сообщениями может происходить при скорости следования поезда до 500 км/ч[19]. Необходимую энергию бализы получают от передающих модулей подвижного состава, которые излучают высокочастотный (27,095 МГц) сигнал, индуцирующий в катушке бализы электрический ток[20]. Кодовая посылка с бализы на поезд начинает передаваться спустя 150 мкс после приёма высокочастотного сигнала[21]. UNISIG установлены два стандартных геометрических размера бализы: 200 × 390 мм и 358 × 488 мм[22]. Программирование бализы осуществляется посредством индуктивной связи при помощи переносного портативного компьютера и программного модуля[23][24]. Срок службы автономной евробализы составляет 30 лет[25];
- евролуп (англ. euroloop) — кабельная система передачи данных. Может применяться в ETCS первого уровня. Передача сигналов осуществляется с помощью излучающего кабеля (гибкой антенны), длина которого может достигать 1 км. Сам кабель, как правило, крепится к подошве рельса и передаёт бортовой системе поезда радиосигнал подобно бализам. Главным преимуществом излучающих кабелей перед бализами является непрерывность передачи сообщений, что повышает безопасность движения[26];
- путевой электронный блок (ПЭБ) (англ. Lineside Electronic Unit, сокр. LEU) используется на линиях с ETCS первого уровня для обеспечения обмена данными между устройствами СЦБ и подвижным составом. ПЭБ может работать не только на передачу, но и на приём кодовых комбинаций, совмещая таким образом функции кодового путевого трансмиттера и ресивера. Однако передача по нисходящему каналу (подвижной состав-евробализа и далее на ПЭБ) почти не применяется. Как трансмиттер ПЭБ преобразует сигналы от напольных устройств СЦБ в кодовые посылки, представленные в виде дифференциального биимпульсного манчестерского кода, которые затем передаются с евробализы на подвижной состав[27]. Скорость передачи данных с ПЭБ на бализу равна скорости по восходящему каналу (564,48 кбит/с)[28]. При ухудшении или потере связи с ПЭБ бализа передаёт сохранённую кодовую посылку, состоящую, как правило, из одних логических нулей или единиц, чтобы бортовые системы распознали неисправность напольного оборудования[29][28]. ПЭБ соединяется с бализой интерфейсным кабелем, а сам помещается на мачту светофора либо на низкое металлическое основание вблизи него[30][31];
- основными элементами бортового оборудования являются: компьютер; высокочастотный излучатель; приёмник радиосигналов, посылаемых евробализами; GSM-R-передатчик; одометр и самописец, фиксирующий все действия машиниста, параметры движения и показания сигнальных точек[32]. Модуль пересылки осуществляет контроль вход-выходных характеристик, подавление нежелательных компонентов сигнала и его деманипуляцию[33]. Бортовое оборудование построено по модульному принципу. Каждый функциональный блок (см. рисунок ниже) выполняет строго определённые задачи и обладает своим интерфейсом[34];
  - дисплейный модуль ETCS разделён на шесть рабочих полей[35] и отображает на них текущую скорость движения состава, расчётную и максимально допустимую скорость, следующее ограничение скорости, показания светофоров[36], информацию о маршруте, технические данные, местоположение, расстояние до ближайшего путевого объекта, текущий уровень и режим работы ETCS, а также выдаёт текстовые, символьные и звуковые предупреждения об опасных зонах, сбоях и ошибках[37];
- центр радиоблокировки (ЦРБ) — совокупность оборудования, принимающего и обрабатывающего в автоматическом режиме всю информацию о поездной обстановке на участке, которая поступает от бортовых систем подвижного состава по цифровому радиоканалу стандарта GSM-R и напольных устройств СЦБ. На основании этой информации и в соответствии с графиком движения поездов центром радиоблокировки принимается оптимальное решение по регулированию движения, которое по радиоканалу передаётся бортовым информационно-управляющим системам подвижного состава. Таким образом ЦРБ осуществляет автоматизированное диспетчерское управление движением поездов[38][39]. Оборудование ЦРБ размещается в стандартных стойках в линейно-аппаратном зале и включает в себя: центральное процессорное устройство, преобразователь протоколов, IP-маршрутизатор, сетевые коммутаторы, мачту с направленными антеннами и прочее. Поезд постоянно находится в зоне действия ЦРБ, в том числе при проследовании мостов и тоннелей[40];
- еврорадио — защищённый протокол радиосвязи, позволяющий передавать данные по закрытому каналу, построенному на открытой сети стандарта GSM-R[12]. Через еврорадио осуществляется асинхронный обмен информацией между поездом и центром радиоблокировки. Передача с подвижного состава ведётся в частотном диапазоне от 921 до 925 МГц, а приём - от 876 до 880 МГц. В указанную полосу частот помещается до 19 каналов, разделённых по 200 кГц. Наряду с частотным разделением используется временное: каждый канал разделяется на 8 таймслотов с периодом 577 мкс каждый, за который передаётся 148 бит информации. По GSM-R передаются как данные, так и речь. Служебная и пользовательская информация пропускается по разным физическим каналам. Взаимодействие сетевых устройств осуществляется в соответствии с моделью OSI. GSM-R-модемы работают на канальном уровне. Маршрутизация данных происходит на сетевом уровне. На транспортном уровне для установления соединения с удалёнными объектами применяется протокол X.224[41]. Установление соединения между подвижным составом и ЦРБ должно происходить в течение не более 10 секунд. После 10 секунд предпринимается повторная попытка подключения. Покрытие GSM-R должно позволять осуществить, по меньшей мере, две попытки подключения без выхода подвижного состава, двигающегося на максимальной разрешённой скорости, из зоны действия текущего ЦРБ. Допустимый коэффициент ошибки (отношение неудавшихся подключений к общему числу) UNISIG установил на уровне <10−4. При потере соединения между поездом и ЦРБ автоматически применяется экстренное торможение[42];
- напольные устройства контроля освобождения блок-участка служат для проверки проследования поезда в полном составе. В роли таких устройств выступают рельсовые цепи или устройства счёта колёсных пар. Последними сравнивается число колёсных пар, в начале и конце блок-участка. Если значения совпадают, то на пост электрической централизации передаётся информация о свободности участка;
- электрическая централизация станций.

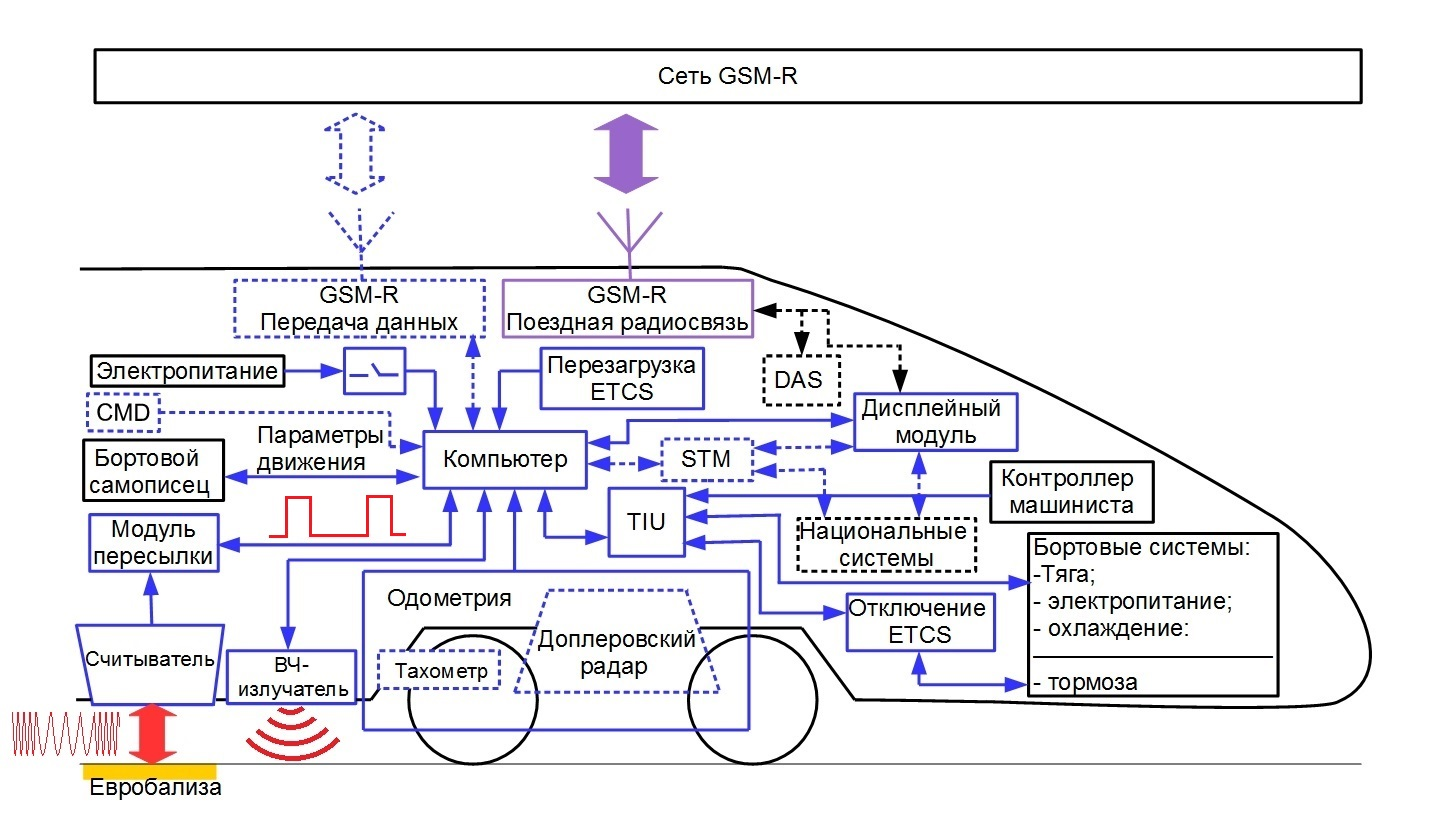
Блок-схема элементов бортового оборудования подвижного состава, оснащённого ETCS.
Блок CMD (Cold Movement Detection) контролирует параметры движения подвижного состава в «холодном состоянии» при отключённой ETCS;
Блок STM (Specific Transmission Module) обеспечивает переход с ETCS на национальные системы обеспечения движения поездов (уровень NTC);
Блок DAS (Drivers advisory system) — система
информирования машиниста. Выводит на пульт машиниста информацию, полученную от устройств ETCS;
Блок TIU (Train Interface Unit) фактически реализует автоведение поезда (формирует команды об изменении силы тяги и скорости, управляет тормозами и т. п.), исходя из информации, полученной от устройств ETCS).

### Кодирование, передача и декодирование данных
Обмен сообщениями между подвижным составом и путевыми метками осуществляется блоками данных по 341 (короткий формат) или 1023 бита информации систематического самокорректирующегося циклического кода, содержащего соответственно 210 и 830 информационных разрядов. Вероятность ошибки любого вида (одиночной, пакетной, проскальзывания/вставки бита), по стандартам UNISIG, не должна превышать 10−6. Обнаружение ошибок всех видов в кодовой комбинации и их исправление (если возможно) осуществляется кодером путевого электронного блока (применяется только на первом уровне ETCS) и/или декодером в приёмной аппаратуре поезда.
Каждый блок данных, посылаемый евробализой, включает в себя 231 (короткий формат) или 913 скремблированных битов: информационные биты разделяются на блоки по 10 бит каждый, в результате образуется соответственно 21 или 83 блока. Затем эти блоки преобразуются в 11-битные слова по подстановочной таблице. Делается это для того, чтобы уменьшить риск вставки/проскальзывания бита, а также исключить длинные последовательности (более 8 подряд) нулей или единиц, которые могут привести к сбою цифрового синхронизма и, как следствие, потере информационного сигнала. Помимо скремблированных битов, кодовые посылки независимо от формата содержат 3 управляющих бита; 12 шифрующих (скремблирующих) битов, хранящих начальное состояние скремблера; 10 битов дополнительного формирования (игнорируются приёмным устройством), которые обеспечивают условия формирования контрольных разрядов (битов) независимо от скремблирования; и наконец, 85 контрольных битов, 75 из них необходимы для проверки на чётность, а 10 для синхронизации.
Контрольные разряды вычисляются после скремблирования, и затем формируется разрешённая кодовая комбинация. Чтобы часть полноформатного блока не была принята как короткоформатный (341 бит) даже при наличии проскальзывания бита или помехи, осуществляется проверка расстояния Хэмминга (количества символов, которыми одна комбинация отличается от другой) между 11-битными словами, разделёнными 341 битом. Расстояние Хэмминга должно быть не меньше трёх. Информация передаётся с евробализы всё время, пока установлена связь с бортовым приёмным оборудованием. За это время на подвижной состав посылается порядка трёх копий кодовой посылки, которые разделяются между собой последовательностью нулей или единиц в количестве от 75 до 128.
По мере распространения сигнала его параметры изменяются за счёт появления джиттеров (фазовых дрожаний), которые, в частности, увеличивают максимальную ошибку временного интервала. Это негативно влияет на скорость и достоверность передачи информации. Для обеспечения стабильной работы необходимо поддерживать девиацию амплитуды джиттера на уровне не более +1,5/-2,0 дБ.
Кодовые последовательности представляются в виде полиномов (многочленов) от формальной переменной x в степени n-1, где n — номер бита в кодовой комбинации. Кодовые последовательности образуют линейное пространство относительно поразрядной операции исключающее ИЛИ. В приёмной аппаратуре генератор синдромов выполняет операцию деления поступивших кодовых последовательностей, представленных в виде многочленов, на производящий неприводимый полином g(x), исправляющий однократные ошибки. Декодирование основано на том, что любой кодовый многочлен делится на производящий многочлен без остатка. Если принятая кодовая комбинация не принадлежит отправленному коду, то соответствующий ей многочлен не делится на g(x). Многочлен остатка определяется многочленом ошибки. Это позволяет по ненулевому остатку от деления обнаружить ошибки.
После того как декодер отработал все такты, принятая комбинация дескремблируется. В ядро ERTMS/ETCS бортового компьютера для обработки отправляется только одна из копий кодовых посылок, которая при прочих равных выбирается случайным образом. Туда же посылаются отчёты об ошибках и результаты самодиагностики приёмной аппаратуры. Время доставки данных от путевых меток подвижному составу складывается из периода отклика бализы на высокочастотный сигнал, времени непосредственной передачи кодовой комбинации и задержек в приёмной аппаратуре. Ядро ERTMS/ETCS приступает к обработке полученной от евробализы кодовой посылки в течение максимум 100 мс.

### Надёжность передачи по восходящему каналу
Надёжность передачи данных от бализ на подвижной состав складывается из следующих факторов: фактического обнаружения бализы бортовой системой, помехозащищённости кодовых посылок, способности обнаруживать и исправлять в них ошибки приёмным оборудованием и электромагнитной совместимости всей аппаратуры. Нормативными документами UNISIG выделены следующие отказы, происходящие в результате сбоя оборудования, программных и/или информационных ошибок: 
| Разновидность сбоя                                                                            | Возможные причины (от наиболее вероятной к наименее) | Возможные источники (от наиболее вероятного к наименее)                                                                                                |
| --------------------------------------------------------------------------------------------- | --- | --- |
| Необнаружение бализы                                                                          | - отсутствие отклика бализы на поступление высокочастотного сигнала, - некорректная генерация информационного сигнала, - выбор неправильного режима передачи, - ошибка системы контроля вход-выходных характеристик                      | - бализа, - помеха в воздушном промежутке, - бортовое приёмное оборудование                                                                            |
| Ложное обнаружение бализы                                                                     | | - помеха в воздушном промежутке, - бортовое приёмное оборудование                                                                                      |
| Отправка кодовой посылки с ошибкой, необнаружение этой ошибки                                 | - неверная обработка данных, - искажение кодовой посылки бализой, - искажение кодовой посылки при передаче от ПЭБ, - некорректная генерация информационного сигнала                                                                      | - бализа, - бортовое приёмное оборудование, - ПЭБ, - помеха в воздушном промежутке, - интерфейсный кабель от ПЭБ, - ошибка при программировании бализы |
| Потеря кодовой посылки                                                                        | - неверная обработка данных, - искажение кодовой посылки бализой, - искажение кодовой посылки при передаче от ПЭБ, - некорректная генерация информационного сигнала, - отсутствие отклика бализы на поступление высокочастотного сигнала | - бализа, - бортовое приёмное оборудование, - ПЭБ, - помеха в воздушном промежутке, - интерфейсный кабель от ПЭБ, - ошибка при программировании бализы |
| Непередача бализой сохранённой кодовой посылки в случае неисправности напольного оборудования | - неверная обработка данных, - искажение кодовой посылки бализой, - искажение кодовой посылки при передаче от ПЭБ, - некорректная генерация информационного сигнала, - отсутствие отклика бализы на поступление высокочастотного сигнала | - бализа, - ПЭБ, - интерфейсный кабель от ПЭБ, - ошибка при программировании бализы, - помеха в воздушном промежутке, - бортовое приёмное оборудование |
| Неверное определение местоположения бализы                                                    | - неправильная установка уровня сигнала, - ошибка системы контроля вход-выходных характеристик, - перекрёстные помехи | - бализа, - помеха в воздушном промежутке, - бортовое приёмное оборудование                                                                            |
| Сбой при формировании кодовой посылки в ПЭБ                                                   | | - ПЭБ, - интерфейсный кабель от ПЭБ |

Проявление перечисленных неисправностей влияет на безопасность движения поездов. Для повышения комплексной безопасности компоненты ETCS обладают защитой от систематических и случайных отказов в течение их жизненного цикла. Бализы, поскольку они крепятся к верхнему строению железнодорожного пути, подвержены разного рода загрязнениям: налипанию снега, льда, грязи, песка, металлической и угольной пыли; проливу технических жидкостей; воздействию воды и содержащихся в ней солей; попаданию на корпус зёрен щебёночного балласта и прочим.  Воздействие окружающей среды сказывается на электрических параметрах канала связи. Чтобы связь не нарушалась даже, когда бализа покрыта толстым слоем (до нескольких сантиметров) различных веществ, выходной информационный сигнал усиливается на величину до 3 дБ.
Чтобы снизить действие паразитных наводок и перекрёстных помех в восходящем канале, UNISIG строго обозначил границы пространства вокруг бализы, в котором не допускается наличие других металлических частей (в особенности металлических контуров и кабелей), кроме тех, что предусмотрены проектом подсистемы евробализ. Объём этой области варьируется в зависимости от размера бализы от 0,22 до 0,32 м³ — ширина не превышает 940 мм, а высота — 210 мм. Штатно внутри неё находятся арматура железобетонных шпал или подрельсовых оснований, интерфейсный кабель от ПЭБ, кабель LZB (в Германии и Австрии) и крепёж бализы. В противном случае требуется специальная настройка бализ или корректировка их расположения.
Схожие требования предъявляются и к бортовой приёмной аппаратуре, в той же степени подверженной механическому загрязнению и действию электромагнитных помех, источниками которых в первую очередь являются другие коммуникационные сети поезда, кабели силовых цепей и тяговые электродвигатели, расположенные под днищем. Эксплуатационные условия индивидуальны для каждого типа подвижного состава, поэтому проектирование системы, отвечающей требованиям электромагнитной совместимости, ведётся совместно производителями подвижного состава и оборудования ETCS.

## Уровни ETCS
В зависимости от требований, предъявляемых к конкретному участку железной дороги, выделяют четыре основных уровня ETCS: от нулевого до третьего. Бортовые системы на подвижном составе обладают обратной совместимостью, то есть поезд, оборудованный ETCS второго уровня, может эксплуатироваться на железнодорожных линиях первого и нулевого уровней. 

### Нулевой уровень
При нулевом уровне имеющиеся напольные устройства СЦБ не включены в ETCS. Машинист визуально следит за сигналами и знаками. Бортовая система контролирует только соблюдение скоростного режима для данного типа подвижного состава на проследуемом им участке. Данный уровень реализации неприменим на международных маршрутах, поскольку из-за того, что видимые сигналы в разных странах различаются, при прохождении границы обязательна смена локомотивных бригад. 

### Первый уровень

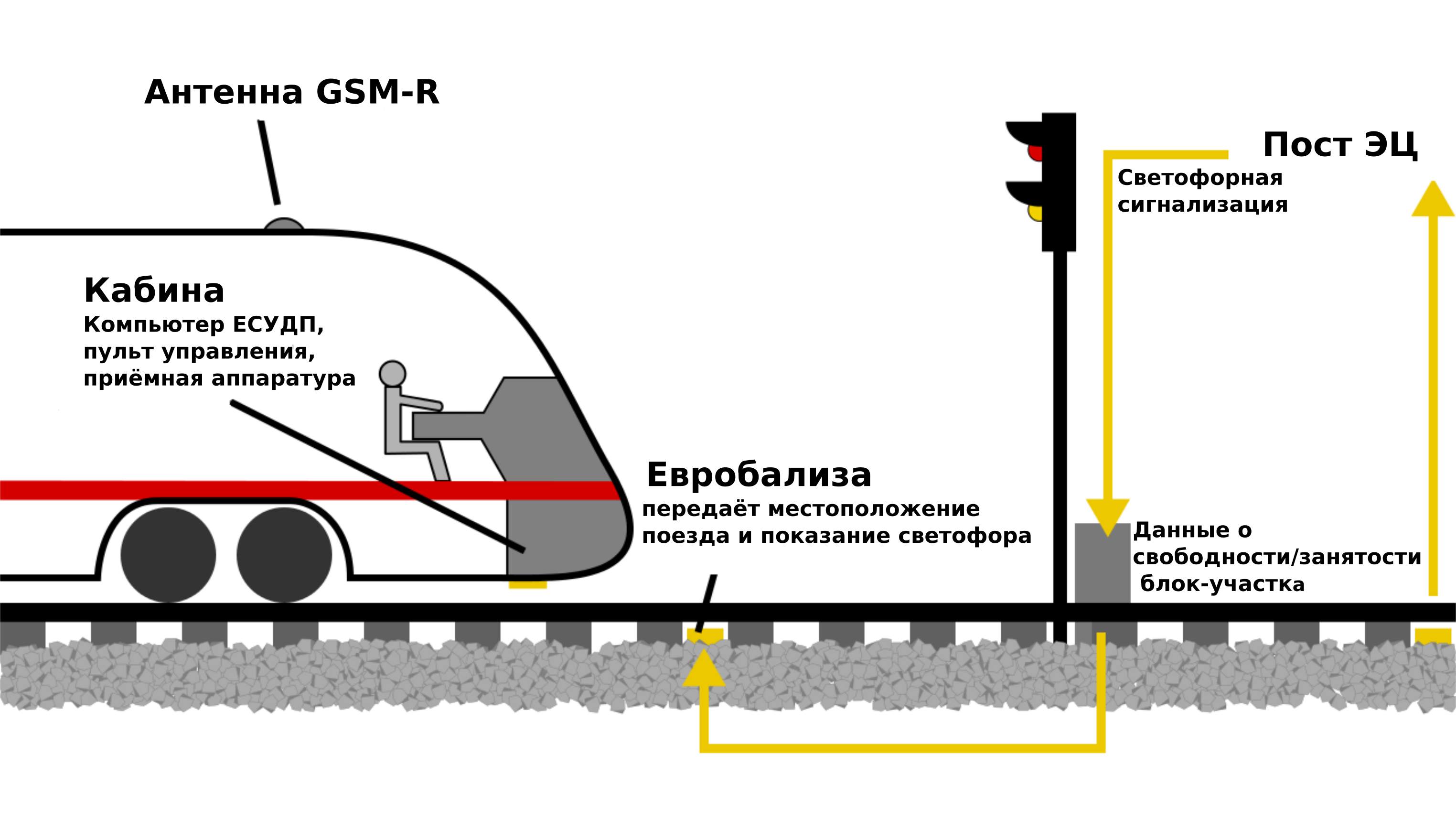
Схема работы ETCS первого уровня

На первом уровне реализации ETCS перегоны разделяются на блок-участки проходными сигнальными точками. Длина каждого блок-участка должна быть не менее тормозного пути подвижного состава. Такая организация движения наиболее приближена к системе автоблокировки. Через евробализы или евролуп (излучающий кабель) на поезд передаются показания светофоров и данные о пути. Эта система легко интегрируется в имеющиеся в разных странах виды сигнализации и согласуется с ними, что позволяет избежать глубокой модернизации бортового и напольного оборудования. Вся информация кодируется путевым электронным блоком и затем поступает на бализы. Специальный считыватель под днищем поезда принимает её, бортовой компьютер дешифрует поступившие данные, рассчитывает оптимальную скорость, кривую торможения и выводит все сведения на пульт машиниста. Информация обновляется при каждом последующем прохождении бализы. Для контроля проследования поездом границы блок-участка в полном составе, то есть фактического освобождения блок-участка, применяются рельсовые цепи или устройства счёта колёсных пар. 

### Второй уровень

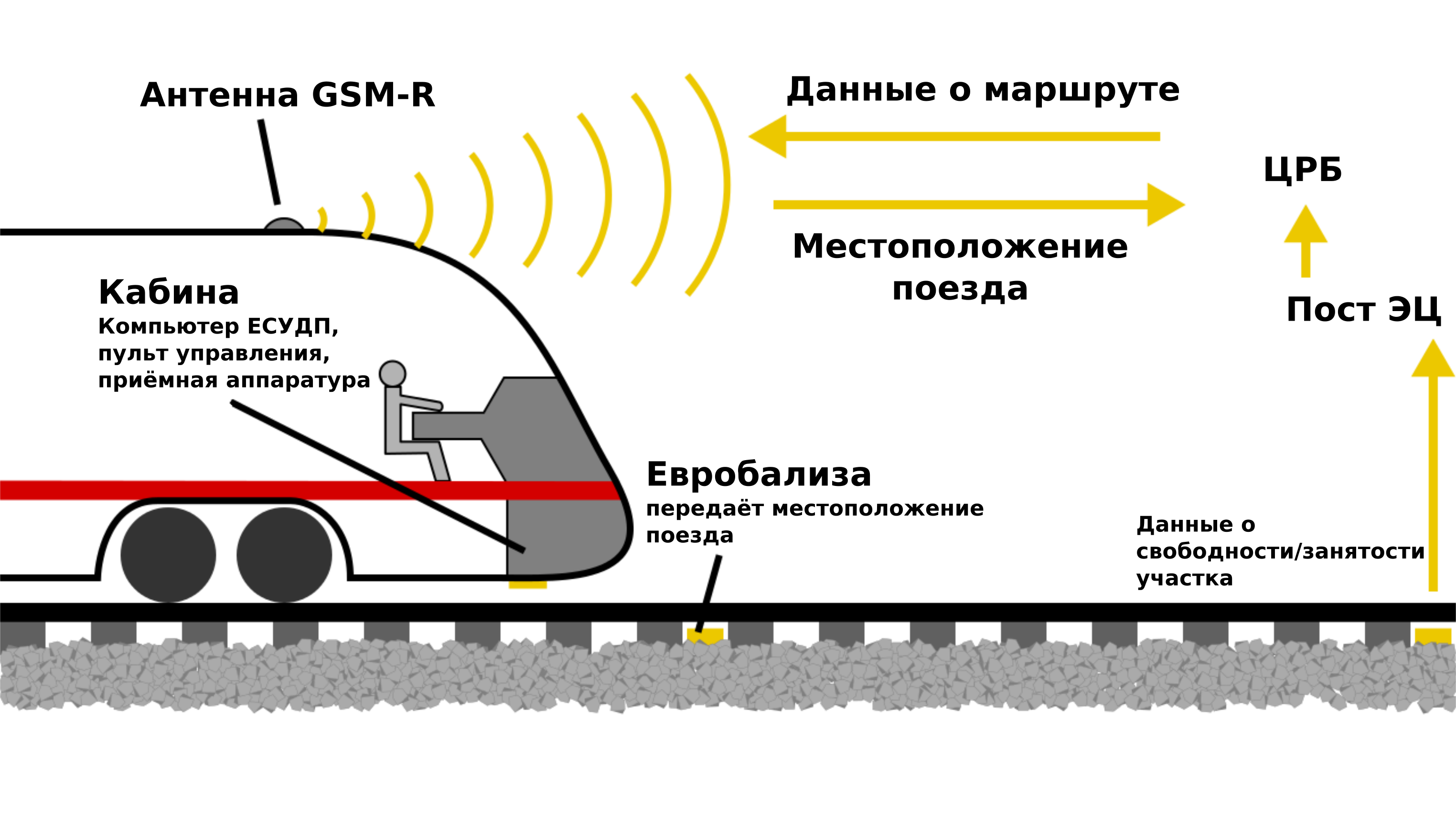
Схема работы ETCS второго уровня

ETCS второго уровня характеризуется непрерывным обменом информацией по двустороннему цифровому радиоканалу стандарта GSM-R между подвижным составом и центром радиоблокировки, который осуществляет автоматическое интервальное регулирование. Евробализы передают на поезд только свои координаты. Бортовая система постоянно определяет местоположение состава на основании последних полученных координат с бализы и пройденного после этого пути, вычисленного одометром. Эти сведения непрерывно передаются в центр радиоблокировки. В центре радиоблокировки производится сравнение поступивших данных с плановым графиком движения поезда. Результаты сравнения по сети цифровой радиосвязи передаются в бортовую информационно-управляющую систему подвижного состава для информирования машиниста об отклонениях от графика движения для последующего принятия решений по управлению поездом. Наличие напольных светофоров при этом не требуется. Контроль проследования поезда в полном составе, так же, как и на первом уровне, осуществляется напольными устройствами СЦБ. Информация о свободности участка передаётся на пост электрической централизации (ЭЦ), затем поступает в центр радиоблокировки, а оттуда по радиосвязи отправляется идущему следом поезду. Непрерывный радиообмен позволяет сократить интервал попутного следования по сравнению с традиционными системами СЦБ.

### Третий уровень

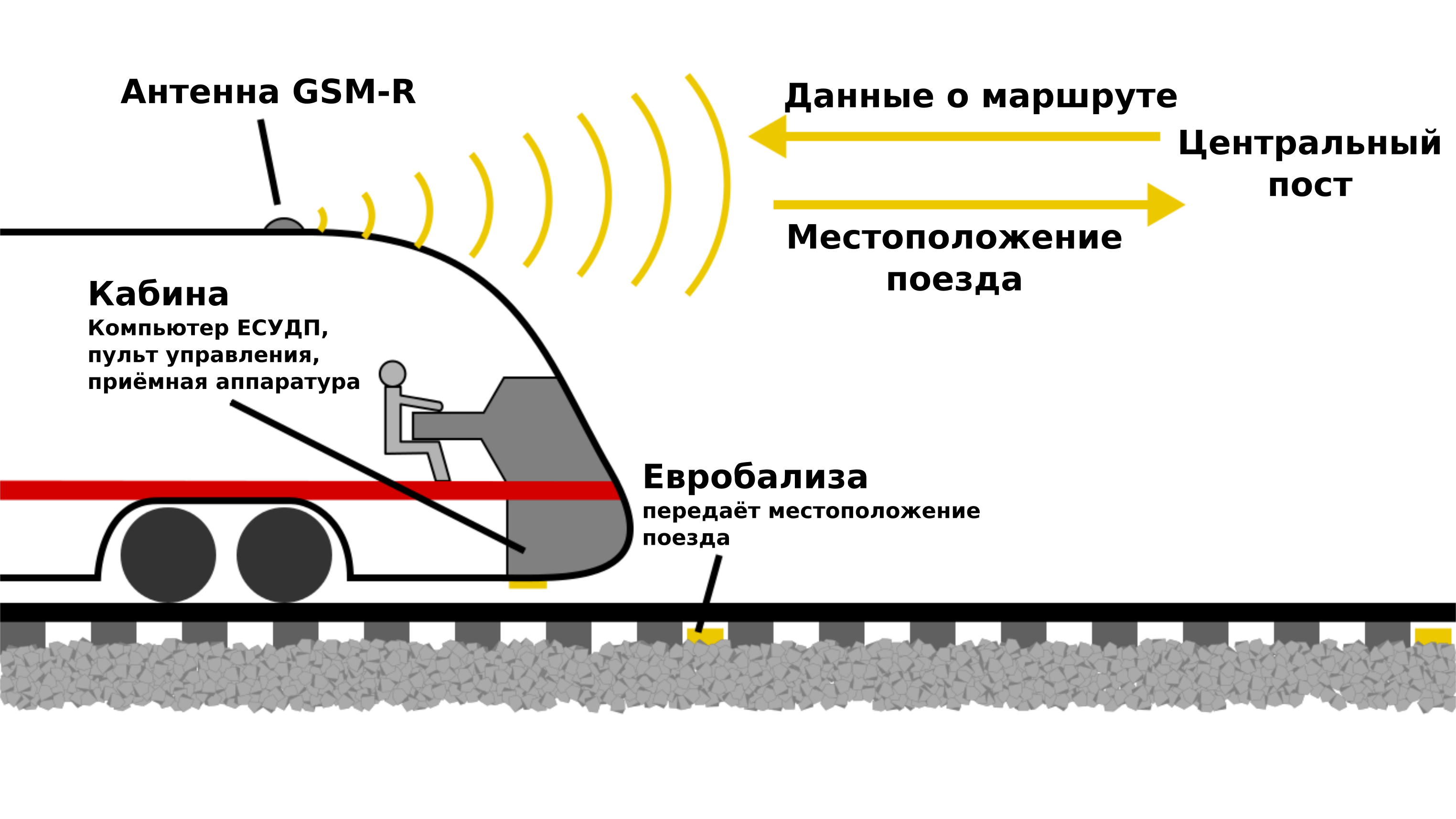
Схема работы ETCS третьего уровня

Третий уровень имеет пока наименьшее распространение. При его реализации подвижной состав в дополнение к уже упомянутым системам оборудуется системой проверки целостности состава, что позволит полностью отказаться от напольного оборудования обнаружения поезда (рельсовых цепей и устройств счёта колёсных пар). Обмен всем объёмом необходимой информации происходит по радиоканалу между центром радиоблокировки и подвижным составом. Отпадёт необходимость разделения перегона на блок-участки, что позволяет безопасно сократить интервалы попутного следования и тем самым максимально увеличить пропускную способность линии. 
Основной проблемой стала разработка как можно более надёжной системы контроля целостности состава. Современные разработки в этой сфере подразумевают прокладку кабеля, проходящего через все вагоны, и постоянный обмен сигналами между первым и последним вагоном. Такая система используется на высокоскоростных электропоездах ICE, TGV, Talgo, но она неприменима на грузовых составах. Радиоэлектронные устройства контроля, которые определяют расцеп состава по падению давления в тормозной магистрали по последнему вагону, получившие распространение в странах Северной Америки и Южной Африки, не позволяют обнаружить разрыв поезда достаточно быстро. На казахстанских железных дорогах модули контроля полносоставности дублируются счётчиками колёсных пар. 

### NTC
Уровень NTC (National Train Control — национальная система управления движением поездов) подразумевает дополнительное оснащение поезда устройствами для взаимодействия с национальными системами СЦБ, не интегрированными в ETCS. Это позволяет подвижному составу двигаться по путям как оборудованным, так и не оборудованным ETCS. Внедрение NTC связано со значительными материальными и трудозатратами, поэтому применяется редко. Чаще предпринимается интеграция национальных систем СЦБ в ETCS.

### ERTMS Regional
В связи с большой стоимостью внедрения ETCS шведский национальный железнодорожный перевозчик «Banverket» в сотрудничестве с Международным союзом железных дорог в 2003 году разработал бюджетную альтернативу под названием ETCS Low Cost (впоследствии система стала именоваться ERTMS Regional). Стоимость её внедрения на 40 % ниже, чем ETCS. ERTMS Regional является упрощённым вариантом ETCS третьего уровня для линий с небольшой интенсивностью движения и скоростями до 70 км/ч. Данная концепция характеризуется отсутствием напольного оборудования обнаружения поезда. Локомотив непрерывно передаёт своё местоположение на центральный пост по радиоканалу GSM-R, как это реализовано на втором и третьем уровнях. Контроль прибытия поезда на станцию в полном составе осуществляется визуально или с использованием бортовых систем. По сути, такая реализация является смешением полуавтоматической блокировки и ETCS третьего уровня.
Впервые такая концепция была опробована в 2010 году на 129-километровой железной дороге Västerdalsbanan на западе Швеции. Правилами технической эксплуатации шведских железных дорог запрещена перевозка пассажиров на линиях, не оборудованных устройствами обнаружения разрыва поезда. Из-за недостаточной безопасности и требуемой доработки Швеция отказалось от использования ERTMS Regional на пассажирских линиях. На Западнодаларнской железной дороге (Västerdalsbanan) курсируют только грузовые поезда.

### Спутниковая навигация
В функциональных требованиях к устройствам ETCS, установленных UNISIG, предъявляются строгие параметры точности работы системы навигации: погрешность определения местоположения евробализы не должна превышать ±1 м, а погрешность одометров не должна превышать ±5 % от пройденного пути. Сообщение о местоположении содержит текущую координату и доверительный интервал, связанный с погрешностью вычисления позиции. В алгоритмах интервального регулирования используется координата с учётом максимального доверительного интервала. Для увеличения точности определения местоположения подвижного состава Международным союзом железных дорог и Европейским космическим агентством была проработана технология комплексирования данных, полученных от бализ и от навигационных спутников. На основе этой технологии различными организациями (Alstom, Honeywell Regelsysteme GmbH, Ansaldo, Thales-Alenia Space, Ineco и другими) начиная с 2000-х годов разрабатывается несколько проектов, в том числе LOCOPROL, SATLOC, GRAIL, 3INSAT. Применения на практике ни один из них пока не получил.
Российские и итальянские специалисты из  ОАО «НИИАС» и Ansaldo STS ведут совместную работу по созданию системы ITARUS-ATC, адаптированной для российских систем СЦБ. Проект не подразумевает использование бализ. Данные о местоположении поезда складываются из координат, переданных бортовой системой, и информации о состоянии рельсовых цепей, которая передаётся с поста ЭЦ в ЦРБ по оптоволоконному кабелю. Кроме того, по рельсовым цепям подаётся сигнал автоматической локомотивной сигнализации. Поезд с частотой обновления данных от 2 до 3 секунд определяет свои координаты с помощью спутников, компьютер осуществляет их привязку к трассе железнодорожной линии, и данные по радиоканалу GSM-R передаются в центр радиоблокировки. Из ЦРБ поезд получает сведения о показаниях светофоров, изменениях ограничения скорости и другую необходимую информацию (например, о путевых работах, свободности и занятости приёмо-отправочных путей и стрелочных участков).

## Режимы работы
Актуальное эксплуатационное состояние бортового компьютера определяет режим работы ETCS. Статус системы с помощью соответствующих символов отображается на пульте машиниста. Наиболее распространённые режимы работы ETCS представлены в таблице ниже:
| Обозначение | Символ в DMI | Полное наименование                                  | Применения на уровнях | Описание |
| ----------- | ------------ | ---------------------------------------------------- | --------------------- | --- |
| FS          |              | Полный контроль (англ. Full Supervision)             | 1, 2, 3               | Все системы исправны. ETCS осуществляет полный контроль движения поезда, на пульт машиниста поступает вся необходимая информация (свободность блок-участков, местоположение, скорость, уклоны пути и т. д.). |
| LS          |              | Ограниченный контроль (англ. Limited Supervision)    | 1, 2, 3               | Все системы исправны. ETCS осуществляет частичный контроль движения поезда. Необходимая в пути информация может поступать не в полном объёме, машинист обязан визуально контролировать сигналы. |
| OS          |              | Онсайт (англ. On Sight)                              | 1, 2                  | ETCS осуществляет контроль движения поезда, но напольные устройства обнаружения поезда (рельсовые цепи или устройства счёта колёсных пар) дали сбой. Есть риск движения состава по занятому блок-участку. В этом случае машинист обязан вести тщательный визуальный контроль и соблюдать строгий скоростной режим (как правило, около 30 км/ч). Команда на автоматический переход в режим OS поступает либо с поста ЭЦ через бализы (первый уровень), либо по радиоканалу с ЦРБ (второй и третий уровни). В случае неподтверждения машинистом переключения на режим OS автоматически применяется служебное торможение.                                                                                    |
| SR          |              | Ответственность персонала (англ. Staff Responsible)  | 1, 2, 3               | Отказ напольных устройств ETCS на данном участке, бортовые системы при этом работают исправно. Движение разрешается с ограничением скорости (около 30-40 км/ч) до первой функционирующей бализы, которая передаст поезду разрешение на проследование сигнальной точки. |
| SF          |              | Отказ системы (англ. System Failure)                 | 0, NTC, 1, 2, 3       | Зафиксирован опасный отказ бортовой системы ETCS. За исключением режимов NL и SL автоматически применяется экстренное торможение поезда. При работе в режимах NL и SL критическая ошибка регистрируется бортовым самописцем, подробности отображаются на пульте машиниста. |
| SH          |              | Маневровая работа (англ. Shunting)                   | 0, NTC, 1, 2, 3       | ETCS следит за ходом маневровых передвижений — контролирует максимально разрешённую скорость маневрового состава (на станциях, как правило, около 30 км/ч) и обеспечивает невыход его за пределы района производства маневровых работ. |
| PS          | Нет символа  | Пассивная маневровая работа (англ. Passive Shunting) | 0, NTC, 1, 2, 3       | Переключение на режим PS с режима SH происходит либо в нерабочей кабине, либо при следовании локомотива в составе сплотки (несколько локомотивов, сцепленных вместе). Ведущий локомотив (или кабина) при этом работает в режиме SH. |
| UN          |              | Необорудованный (англ. Unfitted)                     | 0                     | ETCS контролирует только максимальную скорость. Приёмная аппаратура функционирует и готова к принятию кодовой посылки от бализ для переключения уровня системы. |
| SL          | Нет символа  | Неактивный (англ. Sleeping)                          | 0, NTC, 1, 2, 3       | По аналогии с PS ETCS переходит в режим SL либо в нерабочей кабине, либо при следовании локомотива в сплотке. Бортовая система лишь получает от бализ местоположение. Переход в режим SL происходит автоматически после включения аппаратуры ETCS с другого пульта. |
| SB          |              | Ожидание (англ. Stand By)                            | 0, NTC, 1, 2, 3       | После включения бортовые системы ETCS переходят в режим ожидания. Далее изменение режима производится либо вручную машинистом, либо автоматически. В режиме ожидания возможно выполнить только прицепку/отцепку. |
| TR          |              | Аварийная остановка (англ. Trip)                     | NTC, 1, 2, 3          | В случае проезда запрещающего сигнала, ошибки кодов на бализе или при иных выявленных нештатных ситуациях, угрожающих безопасности движения, происходит экстренная остановка поезда. Машинист должен незамедлительно поставить в известность поездного диспетчера и диспетчера СЦБ. После подтверждения остановки бортовая система переходит в режим PT. |
| PT          |              | После срабатывания (англ. Post Trip)                 | 1, 2, 3               | После подтверждения аварийной остановки продолжить движение можно только после получения соответствующих указаний. До выдачи разрешения на продолжение следования службе движения необходимо установить причины, привёдшие к экстренной остановке, а дистанции СЦБ удостовериться в обеспечении достаточного уровня безопасности движения. Только после этого машинист может произвести зарядку тормозной магистрали и отпуск тормозов. Порядок дальнейших действий может некоторым образом различаться в разных странах и при различных обстоятельствах: поезд может продолжать движение в режимах SH, SR, UN или откатиться назад на небольшую дистанцию для повторного проследования сигнальной точки. |
| IS          | Нет символа  | Изоляция (англ. Isolation)                           | 0, NTC, 1, 2, 3       | Бортовые системы остаются без связи, ETCS не контролирует движение поезда (нe управляет тормозами). |
| NL          |              | Не ведущий (англ. Non Leading)                       | 0, NTC, 1, 2, 3       | Режим NL применяется на локомотивах, которые не стоят во главе поезда, например, вцепленных в хвост состава. При этом тяговые единицы независимы и не соединены по системе многих единиц, то есть на каждом локомотиве работает машинист. Такая система широко применяется в Швейцарии. Бортовая система в этом режиме лишь определяет скорость и местоположение. |
| NP          | Нет символа  | Выключен (англ. No Power)                            | 0, NTC, 1, 2, 3       | ETCS отключена |
| RV          |              | Обратный ход (англ. Reversing)                       | 1, 2, 3               | Режим RV предусмотрен на случай необходимости движения поезда в обратном направлении, например, после аварийной остановки (РТ) или при маневровых передвижениях без переключения на режим SH. Скорость и расстояние, на которое перемещается поезд в режиме RV, строго лимитируются. Если машинист превысит допустимую дистанцию реверсивного движения, и голова поезда окажется за установленной точкой, бортовая система автоматически применит экстренное торможение. Переход в режим RV разрешён не на всех железных дорогах. |
| SN          |              | Национальная система (англ. National System)         | NTC                   | Взаимодействие с напольными устройствами СЦБ, не интегрированными с ETCS, осуществляет дополнительная аппаратура. Вся информация после дешифровки бортовой информационно-управляющей системой выводится на дисплейный модуль ETCS. |

## Эксплуатация

### Австрия, Венгрия

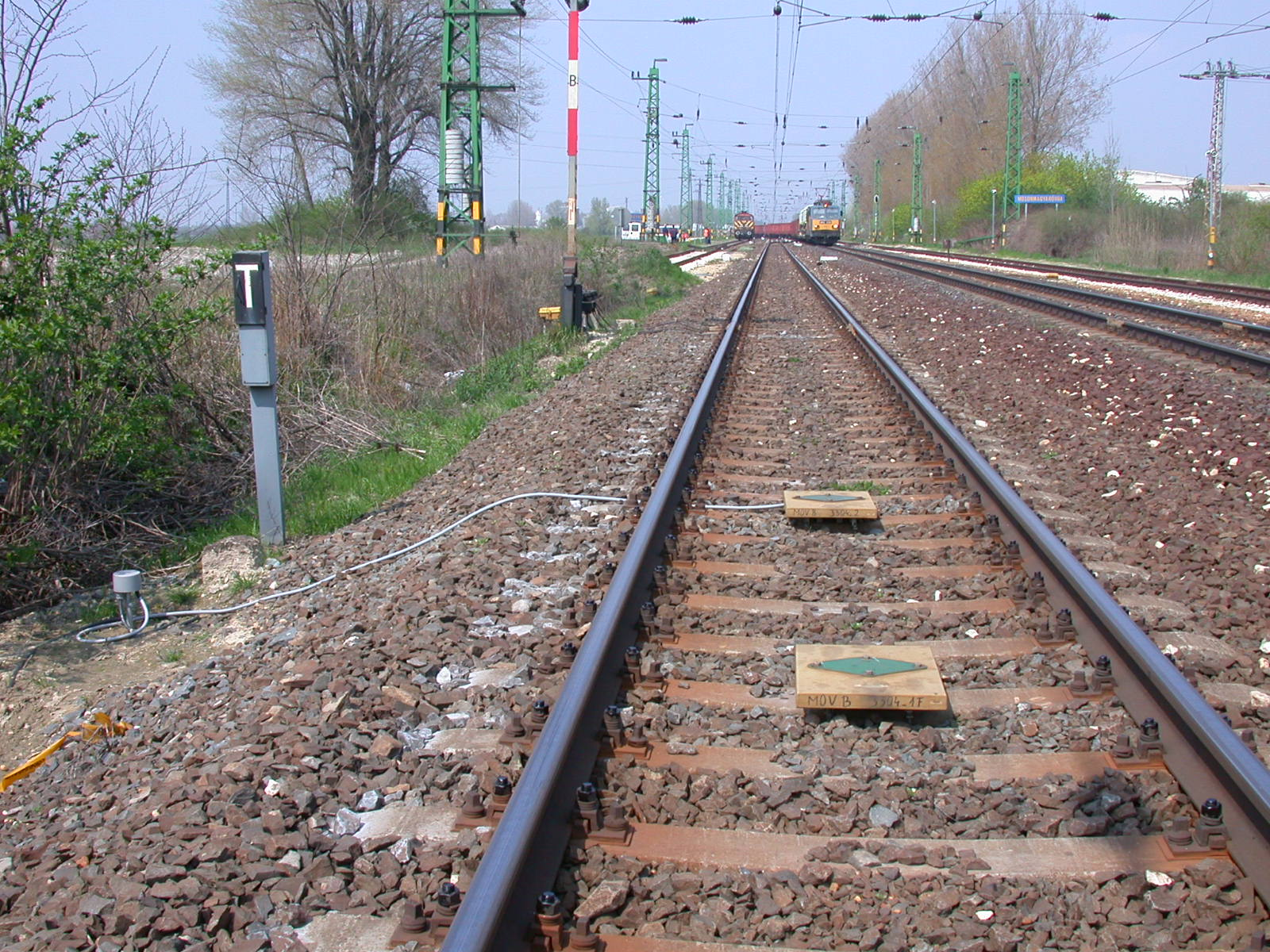
Евробализы в Мошонмадьяроваре в Венгрии

В 1999 году ETCS была впервые применена на участке Вена — Хедьешхалом линии Вена — Будапешт. Полностью 247-километровая линия между двумя столицами была переоборудована в соответствии с первым уровнем ETCS к 2005 году. В 2008 году австрийский железнодорожный оператор ÖBB объявил конкурс на оснащение ETCS второго уровня новых железнодорожных линий, а также переоборудование наиболее загруженных участков. Тендер выиграл консорциум Siemens и Thales. В 2012 году, согласно техническому заданию, были оборудованы линии Вена — Санкт-Пёльтен протяжённостью около 60 км (часть Западной железной дороги), Инсбрук — Куфштайн протяжённостью 65 км и Баумкирхен — Кундль протяжённостью около 40 км. В соответствии с требованиями ETCS первого уровня оснащены участки Зальцбург — Фёклабрукк, Вена — Бржецлав и Вельс — Пассау. В период с 2010 по 2015 год совместно с Alstom было переоборудовано 449 единиц подвижного состава, в том числе электровозы BR 185, BR 189, BR 1216, стоимость работ составила 90 миллионов евро.
В Венгрии испытания ETCS первого уровня начались в 2003 году на 20-километровом участке между станциями Залачеб и Эрисентпетер новой железной дороги Мурска-Собота (Словения) — Залалёвё (Венгрия). Позже оснащённый ETCS участок был продлён до словенской пограничной станции Ходош. Полученный опыт использовался при внедрении ETCS на линии Будапешт — Хедьешхалом. После вступления Венгрии в Европейский союз в 2004 году и в Шенгенскую зону в 2006 году на железных дорогах страны возрос пассажиро- и грузооборот. Для улучшения конкурентоспособности железнодорожного транспорта остро стал вопрос интеграции его в европейскую сеть. Национальный железнодорожный оператор Венгрии MÁV до 2020 года планирует целиком оборудовать ETCS второго уровня проходящие через страну трансъевропейские железнодорожные коридоры: IV (Нюрнберг/Дрезден — Прага — Братислава — Будапешт — Бухарест/София — Констанца/Стамбул), V (Венеция/Риека — Будапешт — Львов) и X (Будапешт — Белград — Скопье/София — Игуменица), а также железные дороги в пригородах Будапешта — всего более 2000 км.

### Германия
В Германии ещё в 1995 году планировалось оборудовать ETCS строящуюся скоростную железную дорогу Кёльн — Франкфурт-на-Майне, но в то времени стандарты системы ещё находились в разработке, поэтому линию оборудовали в соответствии с национальной системой СЦБ. В 1999 году было принято решение провести опытные испытания ETCS второго уровня. Для этого был выбран 40-километровый участок между станциями Биттерфельд и Виттенберг в Саксонии-Анхальт. Бортовое оборудование тестировалось на четырёхосной дизельной мотрисе. Эксплуатация ETCS второго уровня началась в Германии в 2003 году с линии Людвигсфельде — Лейпциг. Поэтапно с 2003 по 2005 год на дороге протяжённостью 155 км было установлено 1100 бализ, движение поездов регулировалось четырьмя центрами радиоблокировки: в Людвигсфельде, Йютербоге, Виттенберге и Биттерфельде. Напольное и бортовое оборудование поставили компании «Alcatel» и «Siemens». Первым был введён в эксплуатацию участок Йютербог — Биттерфельд. Скорость пассажирских поездов на нём достигала 200 км/ч. Переоборудование дороги было проведено практически без участия Европейского союза, Европейская комиссия оказала софинансирование лишь при оснащении в 2005 году предпоследнего перегона от Лейпцига: Йютербог — Луккенвальде. 6 декабря 2005 года после проведения ходовых испытаний с использованием межрегиональных пассажирских составов Intercity и EuroNight на скоростях до 200 км/ч началась полноценная эксплуатация системы.
9 декабря 2015 года была торжественно открыта высокоскоростная железная дорога Эрфурт — Лейпциг, оборудованная в соответствии с требованиями ETCS второго уровня. На 123-километровой линии функционируют 1352 евробализы со специальными ударопрочными креплениями, 15 базовых станций GSM-R на расстоянии от 6 до 8 км друг от друга и четыре центра радиоблокировки: в Галле, Лейпциге и два в Эрфурте.
ETCS первого уровня в 2007 году была внедрена на Берлинской кольцевой железной дороге вокруг бывшего Западного Берлина и  в 2012 году на перегоне Эркнер — Фюрстенвальде железной дороги Берлин — Вроцлав. В 2012 году вступила в силу директива 408, в соответствии с которой на немецких железных дорогах все составы ICE 3, ICE T и ICE S оснащались бортовой аппаратурой для работы на путях, оборудованных ETCS. ICE 1, выполняющие рейсы в Швейцарию, проходили такое переоборудование с 2004 по 2009 год. ICE4 поставляются с завода уже оснащёнными оборудованием ETCS.
Немецкая система обеспечения движения поездов Linienzugbeeinflussung (LZB) основана на тех же принципах непрерывного обмена информацией между подвижным составом и центром диспетчерского управления, как ETCS с использованием излучающего кабеля (евролупа). В 2000-х годах была разработана бортовая информационно-управляющая система LANCOP-2, позволяющая поезду безопасно и беспрепятственно переходить с одной системы обеспечения движения на другую. Планируется ввод в эксплуатацию ETCS на высокоскоростной железной дороге Мюнхен — Ингольштадт — Нюрнберг (при этом старые системы LZB первое время продолжат функционировать параллельно с ETCS), а также на линии Мангейм — Саарбрюккен, части железнодорожного коридора Восточная Франция — Южная Германия (совместный проект с французскими железными дорогами).

### Болгария
Болгария также стала одной из первых стран, где была применена ETCS. С 1999 по 2001 год ETCS первого уровня была введена в эксплуатацию на линии Пловдив — Бургас протяжённостью 250 км. Переоборудованию подверглись 24 перегона и 131 единица подвижного состава. К 2012 году ETCS первого уровня внедрена на 147-километровой линии Пловдив — Свиленград, 54-километровом участке Пловдив — Септември и 16-километровом участке от моста Новая Европа на границе с Румынией до станции Видин.

### Италия
Италия стала первой страной, которая начала оборудовать ETCS второго уровня высокоскоростные магистрали. В 2005 году завершилось строительство высокоскоростной железной дороги Рим — Неаполь. Линия была оборудована ETCS, скорость движения поездов по ней достигает 300 км/ч. Устройства ETCS поставила итальянская компания Ansaldo STS. В период с 2006 по 2016 год ETCS были оснащены магистрали между Флоренцией и Римом, Миланом и Болоньей, Турином и Неаполем, Миланом и Римом, Болоньей и Флоренцией, Турином и Миланом (поэтапно: на участке от Турина до Новары в 2006 году и от Новары до Милана в 2009 году), Тревильо и Брешиа (часть линии Верона — Милан), Миланом и Кьяссо.

### Швейцария

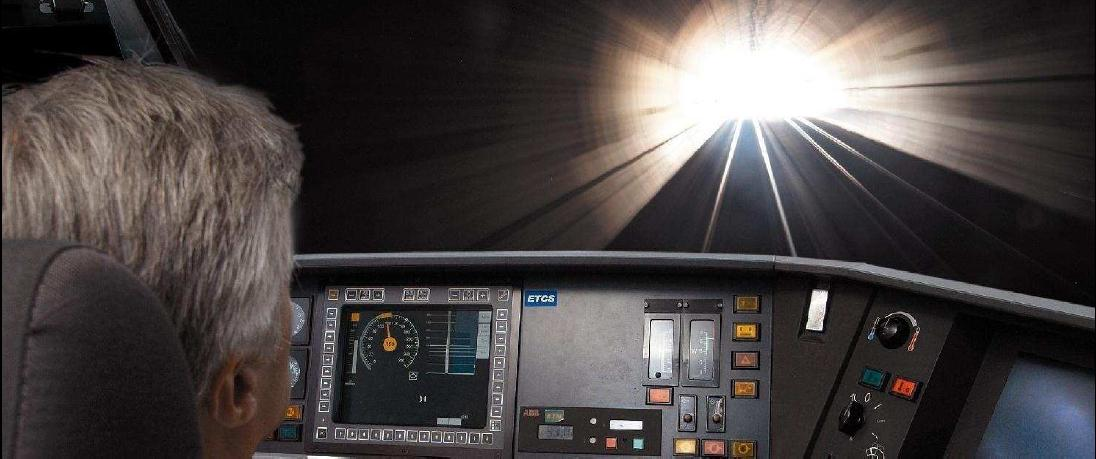
Поезд следует через тоннель Лёчберг. На пульте виден дисплейный модуль ETCS

Во второй половине 1990-х годов Швейцарские федеральные железные дороги приняли решение развивать высокоскоростное (свыше 160 км/ч) железнодорожное сообщение. ETCS, находившаяся в то время на ранней стадии проектирования, рассматривалась как эффективная и перспективная система обеспечения движения поездов. Первой планировалось переоборудовать линию Ротрист — Матштеттен. Испытания ETCS второго уровня проводились с 1998 по 2002 год на 40-километровом участке между городами Цофинген и Земпах. Радиообмен между поездами и центром радиоблокировки осуществлялся по радиоканалу стандарта GSM. Поначалу система демонстрировала крайне низкую надёжность. За 120 опытных поездок было выявлено около 450 сбоёв в работе. В ходе последующего усовершенствования работоспособность системы удалось значительно повысить. С 27 апреля 2002 года началась её полноценная коммерческая эксплуатация. Тем не менее надёжность и эксплуатационная готовность были признаны неудовлетворительными, и 30 апреля 2003 устройства ETCS были выведены из работы.
К проекту внедрения ETCS на швейцарских железных дорогах вернулись в 2006 году. Испытания возобновились уже на всём протяжении линии Ротрист — Матштеттен. ETCS включалась в работу в ночное время (после 21:30) и обеспечивала движение поездов со скоростью до 160 км/ч. В период с июля по октябрь на 2300 выполненных рейсов пришлось 250 сбоёв. Треть из них была вызвана проблемами соединения бортового компьютера с центром радиоблокировки, четверть была связана с нарушением условий эксплуатации. Также  имело место неточное определение местоположения поезда в связи с некорректной работой одометра вследствие боксования и юза колёсных пар. Проблема была решена использованием дополнительно радиолокаторов и акселерометров.
18 марта 2007 году ETCS второго уровня была введена в эксплуатацию на всей линии Ротрист — Матштеттен. В сутки по ней проходит до 250 пассажирских и 50 грузовых составов. Интервал попутного следования составляет две минуты. Скорость поездов увеличена до 200 км/ч. Федеральное ведомство транспорта Швейцарии приняло стратегию по постепенному внедрению ETCS на железных дорогах страны. В 2011 году начался процесс переоснащения швейцарских железных дорог на ETCS первого уровня. Старое напольное оборудование СЦБ заменяется на евробализы и евролуп, соответствующим образом оснащается весь подвижной состав. В 2007 году был построен железнодорожный тоннель Лёчберг протяжённостью 34,57 км, оборудованный ETCS второго уровня. 16 декабря 2007 года в тоннеле на стрелочном переводе произошёл сход с рельсов грузового поезда. Причиной аварии стала ошибка в программном обеспечении центра диспетчерского управления, из-за которой бортовые системы электровоза не получили предупреждающий и запрещающий сигналы. ETCS второго уровня обеспечивает безопасное движение в самом длинном в мире Готардском базисном тоннеле, а также будет применена в Кенерском базисном тоннеле, запуск регулярного движения по которому запланирован на конец 2020 года.

### Великобритания
В 2006 году британский железнодорожный оператор «Network Rail» объявил о внедрении ETCS второго уровня на однопутной 180-километровой Кембрийской линии в Уэльсе. Стоимость работ была оценена в 59 миллионов фунтов стерлингов. Главными поставщиками оборудования ETCS выступили британская компания SNC-Lavalin Rail & Transit (бортовые системы) и итальянская Ansaldo STS (напольное оборудование). Последняя уже имела подобный опыт в Италии. В ходе модернизации линии было установлено 346 евробализ, устройствами ETCS было оснащено 24 дизель-поезда BR Class 158 и три тепловоза BR Class 37, в Махинллете построен современный центр диспетчерского управления. Опытная эксплуатация началась на 35-километровом участке между Пуллхели и Харлечем в 2010 году. Там же проводилось обучение машинистов, поскольку это был первый опыт использования такой системы в Великобритании. В конце 2011 года ETCS стала использоваться на всём протяжении дороги. К 2020 году планируется оснащение ETCS второго уровня линии Лондон — Эдинбург (East Coast Main Line).

### Бенилюкс

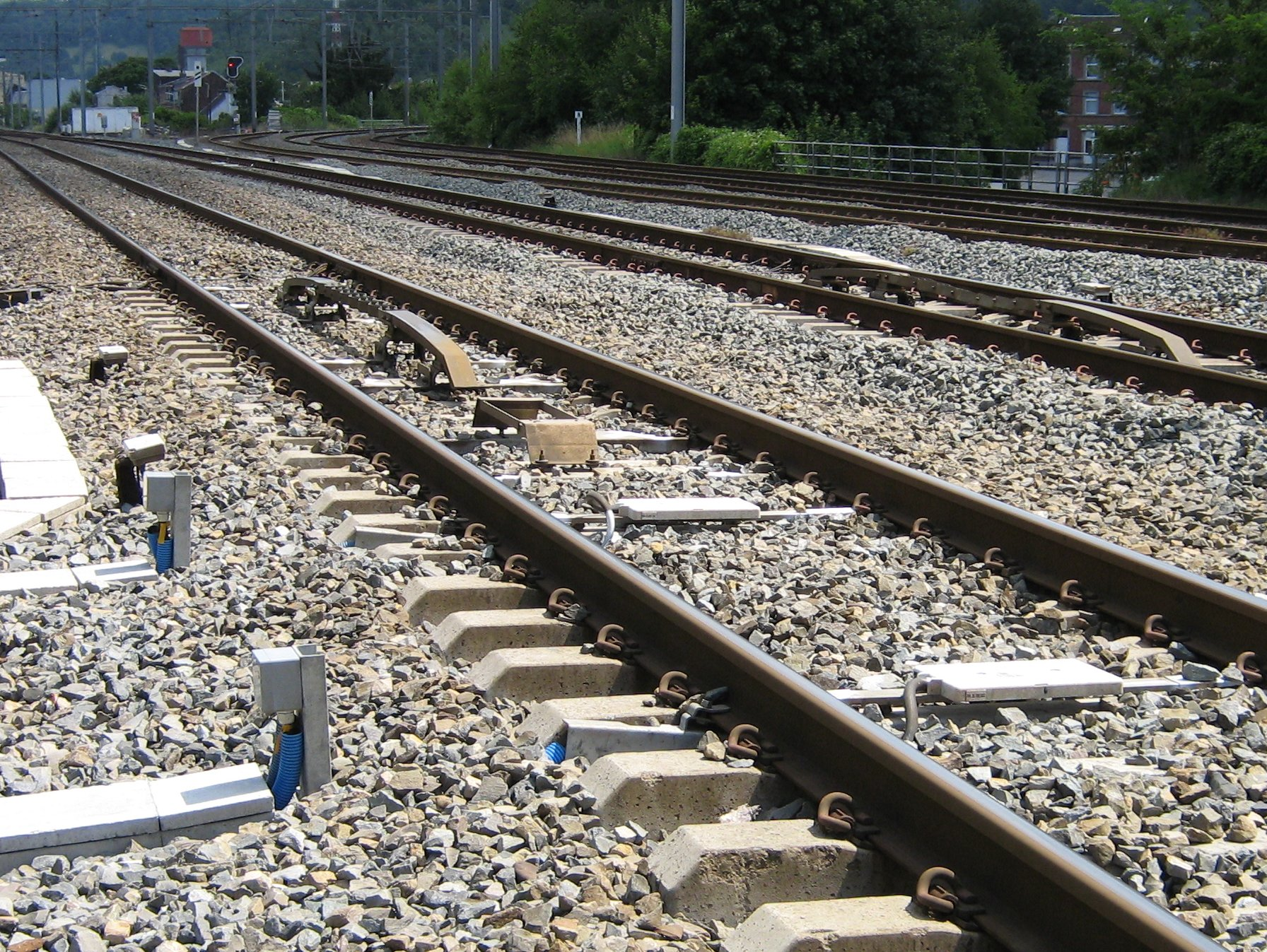
Использование одновременно трёх систем СЦБ: ETCS, бельгийской TBL и французского «крокодила», Льеж, Бельгия

Национальная железнодорожная компания Бельгии проявляла интерес к ETCS с момента её разработки и принимала участие в спецификации системы в конце 1990-х годов. Бельгийские специалисты сочли ETCS перспективной ввиду устаревания национальной системы СЦБ. Внедрение единого стандарта по СЦБ особенно было востребовано для развития железнодорожного сообщения между бельгийскими североморскими портами и удалёнными от моря частями Европы, а также для организации высокоскоростного движения. В 1999 году Совет Бельгийских железных дорог принял решение о том, что все высокоскоростные магистрали, которые будут в дальнейшем построены, должны оборудоваться ETCS. Всю имеющуюся сеть железных дорог предполагалось переоборудовать в соответствии с ETCS первого уровня. Однако для проведения такой модернизации требовались значительные вложения. В связи с этим была разработана переходная система от бельгийской к ETCS. Для передачи данных подвижному составу стали использоваться евробализы, но сами сигнальные коды и стандарт передаваемых пакетов данных остались бельгийскими. Это позволило избежать затрат при закупке и установке кодирующего и декодирующего оборудования. От евробализ машинисту передавалась информация только о сигналах и ограничении скорости. В то же время такое исполнение позволяет быстро и без больших вложений перейти к полноценной реализации ETCS.
В 2007 и 2009 году соответственно были построены скоростные участки Льеж — граница с Германией линии Париж — Льеж — Кёльн протяжённостью 46 км и Антверпен — граница с Нидерландами линии Париж — Брюссель — Амстердам протяжённостью 36 км. Оба участка оборудованы в соответствии с ETCS второго уровня. К 2009 году все железные дороги Бельгии были покрыты сетью GSM-R, необходимой для повсеместного перехода на ETCS. Первый уровень ETCS был впервые применён в Бельгии в 2012 году на линии Брюссель — Льеж. К 2014 году завершилось оснащение ETCS линии Люксембург — Лёвен — Антверпен, традиционная система СЦБ при этом была сохранена как резервная. В 2015 году бельгийский национальный железнодорожный перевозчик «Infrabel» заключил долгосрочный контракт стоимостью 510 миллионов евро с Siemens Mobility и  Cofely-Fabricom на оборудование до 2025 года более 2200 км путей (60 % от протяжённости всей сети) ETCS второго уровня.
Люксембургские железнодорожники начали переоборудовать первый опытный участок в соответствии с ETCS в 2003 году. Испытания с участием 10 различных автомотрис и электровозов проходили до 2005 года. Оснащение всей сети железных дорог страны (274 км) ETCS первого уровня Национальное общество люксембургских железных дорог завершило к 2014 году. Старая система СЦБ при этом продолжала функционировать параллельно с ETCS, поскольку не весь подвижной состав прошёл переоснащение. Процесс приведения бортовых систем в соответствии с требованиями ETCS был ускорен после аварии на станции Беттамбур 14 февраля 2017 года, когда пассажирский поезд столкнулся с грузовым. Машинист пассажирского поезда допустил проезд запрещающего сигнала, а из-за неисправности СЦБ на локомотивном светофоре не произошла смена огней и, как следствие, не сработала система автоматического торможения поезда. Весь подвижной состав был оснащён необходимым для ETCS оборудованием до декабря 2017 года. Модернизация обошлась в 33 миллиона евро.
В Нидерландах ETCS первого и второго уровней начала испытываться в 2002 году на 26-километровом участке Зволле — Леуварден. Первой в Нидерландах ETCS была оборудована линия Бетюве в 2007 году. В 2009 году ETCS была внедрена на линиях Амстердам — Арнем и Амстердам — Антверпен.

### Испания, Франция

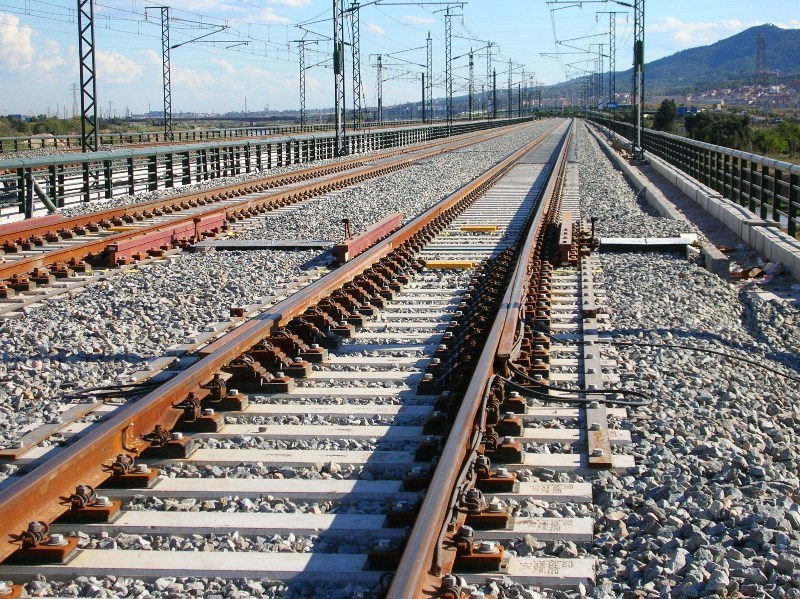
Евробализы у стыка рельсовых плетей на скоростной линии Мадрид — Барселона

В 2000-х годах велось поэтапное строительство высокоскоростной железной дороги Мадрид — Барселона — граница с Францией. Испанские железнодорожники планировали использовать на ней ETCS. С целью проведения испытаний ETCS первого уровня была внедрена в декабре 2011 года на 70-километровом ответвлении Сарагоса — Уэска. В 2006 году ETCS первого уровня заменила испанскую систему СЦБ на участке от Мадрида до Льейды и позволила увеличить скорость движения до 280 км/ч. В 2008 году линия Мадрид — Барселона была целиком введена в эксплуатацию, ETCS второго уровня начала работать от Льейды до Барселоны. Первая часть (до Льеды) была переведена на второй уровень ETCS в 2011 году, разрешённая скорость движения возросла до 310 км/ч, а интервал попутного следования сократился до 5,5 минут. Завершающий участок от Барселоны до французской границы, оборудованный ETCS, был открыт в 2013 году. Протяжённость всей магистрали составляет 744 км. ETCS по состоянию на 2013 год функционирует на линиях Мадрид — Сеговия — Вальядолид (часть будущей скоростной железной дороги Мадрид — северная Испания), Аликанте — Альбасете, Кордова — Малага, Сантьяго-де-Компостела — Оренсе. В 3 километрах от станции Сантьяго-де-Компостела из-за значительного превышения скорости 24 июля 2013 года произошло крушение скоростного  поезда. На участке, где произошла трагедия, функционировала только устаревшая испанская система СЦБ. Суммарная протяжённость железных дорог, оборудованных ETCS, составляет 1053 км, что делает Испанские железные дороги лидером по этому показателю. Необходимыми для ETCS бортовыми системами оснащён 231 скоростной электропоезд, 6 электровозов и 174 пригородных электропоезда.
В начале 2009 года правительство Испании одобрило выделение 92,9 миллиона евро на развитие линий Барселонской городской электрички. В ходе модернизации к концу 2015 года 56-километровый участок был оборудован ETCS. В 2012 году ETCS второго уровня была внедрена на линии С4 протяжённостью 190 км Мадридской городской электрички. Для работы системы потребовалось переоборудовать 112 электропоездов. Модернизация подвижного состава обошлась бюджету министерства экономического развития Испании в 23 миллиона евро.
Первой во Франции ETCS была оборудована скоростная железная дорога Париж — Страсбург протяжённостью 406 км, построенная в 2007 году. ETCS второго уровня внедрена на большей части линии — от станции Вер-сюр-Марн (пригород Парижа) до станции Бодрекур (120 км от Страсбурга) и работает наряду с французской системой СЦБ.
В 2017 году ETCS второго уровня так же при сохранении старой системы  была внедрена на скоростных линиях Рен — Коннерре на северо-западе Франции и Тур — Бордо на западе.

### Скандинавия
Первой из скандинавских стран ETCS опробовала Швеция. ERTMS Regional была внедрена на грузовой ветке Västerdalsbanan в 2010 году. С 2010 года ETCS внедряется на новых и реконструируемых скоростных магистралях. По состоянию на 2016 год ETCS второго уровня оборудовано три линии: Ботниа, Буден —  Хапаранда и Сундсвалль — аэропорт Хёга Кустен.
В 2008 году датский железнодорожный оператор Banedanmark анонсировал постепенный переход всей сети железных дорог в Дании за исключением Копенгагенской городской электрички (S-tog) на ETCS второго уровня в период с 2009 по 2021 год. Общая стоимость проекта переоснащения 2132 км железных дорог и всего подвижного состава была оценена в 3,3 миллиарда евро. Тендер на модернизацию железнодорожной инфраструктуры в 2010 году выиграли компании Alstom, Thales и Balfour Beatty Rail, причём Alstom реконструирует всю восточную часть сети дорог. Внедрение ETCS в Дании стало крупнейшим контрактом в истории Alstom. Сроки начала эксплуатации ETCS на всей территории страны из-за проблем с согласованием различных работ были перенесены вначале на два года, а затем ещё на восемь до 2030 года. Сложности возникли с разработкой спецификации для бортовых систем, а также с работой программного обеспечения. Параллельно со внедрением ETCS идёт электрификация некоторых линий и обновление подвижного состава на них. Первые три линии, оборудованные ETCS, начнут работать в конце 2018 года.
Норвегия планирует оснастить ETCS второго уровня всю сеть железных дорог к 2030 году. Ожидается, что модернизация обойдётся в 26 миллиардов норвежских крон. Система была испытана в 2015 году на 80-километровом участке Ши — Сарпсборг. Оборудование поставила компания Bombardier.

### Польша, Прибалтика
29 января 2009 года Польские государственные железные дороги (PKP) заключили с компанией Thales контракт стоимостью 50 миллионов злотых на оборудование 220-километровой скоростной линии Гродзиск-Мазовецкий — Заверце (основная часть маршрута Варшава — Краков)  в соответствии с первым уровнем ETCS. Часть средств Польские железные дороги получили от Европейского союза в рамках проекта по развитию сети трансъевропейских железнодорожных коридоров.  В 2011 году система прошла сертификационные испытания и 21 ноября 2013 года была введена в постоянную эксплуатацию. Переход на ETCS позволил повысить скорость движения поездов со 160 км/ч до 200 км/ч. В 2009 году PKP был заключён контракт на переоборудование 88-километрового участка Билава Дольна (граница с Германией) — Легница в соответствии с ETCS второго уровня. Данный участок является частью третьего панъевропейского железнодорожного коридора (Дрезден — Вроцлав — Катовице — Львов — Киев). В роли подрядчика выступило дочернее предприятие Bombardier — Bombardier Transportation. Стоимость модернизации составила 53 миллиона злотых. Проектирование, установка, пусконаладка  оборудования и испытания новой системы завершились к 2015 году, и в декабре того же года состоялся её запуск в коммерческую эксплуатацию. В 2013 году Bombardier Transportation вновь выиграла тендер и продолжила оборудовать ETCS третий панъевропейский коридор. К концу 2017 года было завершено оснащение на 148-километровом участке Легница — Вроцлав — Ополе. В 2015 году ETCS второго уровня была внедрена на линии Варшава — Гдыня.
31 января 2017 года главы правительств Эстонии, Латвии и Литвы подписали соглашение о взаимном участии в строительстве высокоскоростной железнодорожной магистрали Rail Baltica, которая свяжет Хельсинки, Таллин, Ригу и Каунас с Варшавой. Согласно проекту, двухпутная 870-километровая железная дорога с европейской шириной колеи 1435 мм будет оборудована ETCS второго уровня.

### Прочие европейские страны
ETCS первого уровня введена в эксплуатацию в Греции на участке Афины — Кьятон и на линии, связывающей афинский аэропорт «Элефтериос Венизелос» с центром греческой столицы. Чешские железнодорожники испытывали ETCS, начиная с 2011 года, в том числе на полигоне Велим. В 2015 году завершилось оборудование ETCS второго уровня 108-километровой чешской части четвёртого панъевропейского железнодорожного коридора, протянувшейся с северо-запада на юго-восток страны и связывающей два крупнейших чешских города — Прагу и Брно. Также оборудованные ETCS участки имеются в Словакии, Словении, Хорватии и Македонии.